# دورة ألعاب الكومنولث 2010
دورة ألعاب الكومنولث 2010 أقيمت في الهند من 3 أكتوبر 2010 إلى 14 أكتوبر 2010. شارك فيها 6081 رياضياً من 71 بلداً. كان ملعب جواهر لعل نهرو هو الملعب الرئيسي للدورة.

## البلدان المشاركة

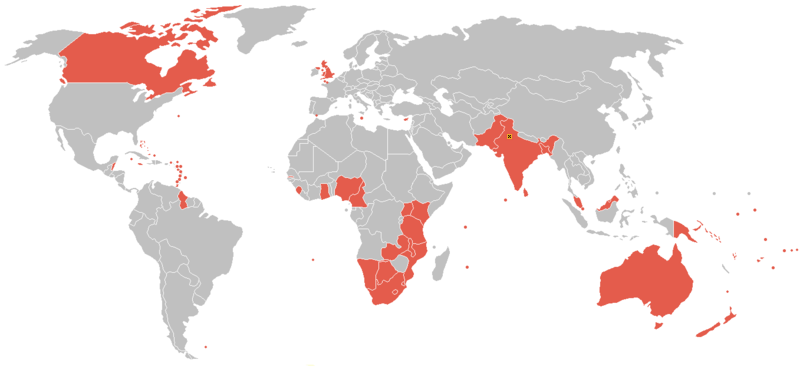
البلدان التي تنافست

| البلدان والأقاليم المشاركة |
| --- |
| - أنغولا - أنتيغوا وباربودا - أستراليا - البهاما - بنغلاديش - باربادوس - بليز - برمودا - بوتسوانا - الجزر العذراء البريطانية - بروناي - الكاميرون - كندا - جزر كايمان - جزر كوك - قبرص - دومينيكا - إنجلترا - جزر فوكلاند - غامبيا - غانا - جبل طارق - غرينادا - غيرنزي - غويانا - الهند (المضيف) - جزيرة مان - جامايكا - جيرزي - كينيا - كيريباتي - ليسوتو - مالاوي - ماليزيا - جزر المالديف - مالطا - موريشيوس - مونتسرات - موزمبيق - ناميبيا - ناورو - نيوزيلندا - نيجيريا - نييوي - جزيرة نورفولك - أيرلندا الشمالية - باكستان - بابوا غينيا الجديدة - رواندا - سانت هيلينا - سانت كيتس ونيفيس - سانت لوسيا - سانت فينسنت والغرينادين - ساموا - اسكتلندا - سيشل - سيراليون - سنغافورة - جزر سليمان - جنوب أفريقيا - سريلانكا - سوازيلاند - تنزانيا - تونغا - ترينيداد وتوباغو - جزر توركس وكايكوس - توفالو - أوغندا - فانواتو - ويلز - زامبيا |

## جدول الميداليات
| الترتيب  | منتخب                   | ذهبية | فضية | برونزية | المجموع |
| -------- | ----------------------- | ----- | ---- | ------- | ------- |
| 1        | أستراليا                | 74    | 55   | 48      | 177     |
| 2        | الهند                   | 38    | 27   | 36      | 101     |
| 3        | إنجلترا                 | 37    | 60   | 45      | 142     |
| 4        | كندا                    | 26    | 17   | 32      | 75      |
| 5        | كينيا                   | 12    | 11   | 10      | 33      |
| 6        | جنوب أفريقيا            | 12    | 11   | 10      | 33      |
| 7        | ماليزيا                 | 12    | 10   | 13      | 35      |
| 8        | سنغافورة                | 11    | 11   | 9       | 31      |
| 9        | نيجيريا                 | 11    | 10   | 14      | 35      |
| 10       | اسكتلندا                | 9     | 10   | 7       | 26      |
| 11       | نيوزيلندا               | 6     | 22   | 8       | 36      |
| 12       | قبرص                    | 4     | 3    | 5       | 12      |
| 13       | ويلز                    | 3     | 6    | 10      | 19      |
| 14       | أيرلندا الشمالية        | 3     | 3    | 4       | 10      |
| 15       | ساموا                   | 3     | 0    | 1       | 4       |
| 16       | جامايكا                 | 2     | 4    | 1       | 7       |
| 17       | باكستان                 | 2     | 1    | 2       | 5       |
| 18       | أوغندا                  | 2     | 0    | 0       | 2       |
| 19       | البهاما                 | 1     | 1    | 3       | 5       |
| 20       | بوتسوانا                | 1     | 1    | 2       | 4       |
| 21       | ناورو                   | 1     | 1    | 0       | 2       |
| 22       | جزر كايمان              | 1     | 0    | 0       | 1       |
| 22       | سانت فينسنت والغرينادين | 1     | 0    | 0       | 1       |
| 24       | ترينيداد وتوباغو        | 0     | 4    | 2       | 6       |
| 25       | الكاميرون               | 0     | 2    | 4       | 6       |
| 26       | غانا                    | 0     | 1    | 3       | 4       |
| 27       | ناميبيا                 | 0     | 1    | 2       | 3       |
| 28       | سريلانكا                | 0     | 1    | 1       | 2       |
| 29       | بابوا غينيا الجديدة     | 0     | 1    | 0       | 1       |
| 29       | سيشل                    | 0     | 1    | 0       | 1       |
| 31       | جزيرة مان               | 0     | 0    | 2       | 2       |
| 31       | موريشيوس                | 0     | 0    | 2       | 2       |
| 31       | تونغا                   | 0     | 0    | 2       | 2       |
| 34       | غويانا                  | 0     | 0    | 1       | 1       |
| 34       | بنغلاديش                | 0     | 0    | 1       | 1       |
| 34       | سانت لوسيا              | 0     | 0    | 1       | 1       |
| الإجمالي | الإجمالي                | 272   | 274  | 282     | 828     |

## وصلات خارجية
- الموقع الرسمي